# Algol. Tragödie der Macht
Algol. Tragödie der Macht er en tysk stumfilm fra 1920 af Hans Werckmeister.

## Medvirkende
- Emil Jannings som Robert Herne
- John Gottowt som Algol
- Hans Adalbert Schlettow som Peter Hell
- Hanna Ralph som Maria Obal
- Erna Morena som Yella Ward